# Equisetum wallichianum
Equisetum wallichianum är en fräkenväxtart som beskrevs av C. Page. Equisetum wallichianum ingår i släktet fräknar, och familjen fräkenväxter. Inga underarter finns listade i Catalogue of Life.